# Dino (Vorname)
Dino ist ein männlicher Vorname.

## Herkunft und Bedeutung
Der Name Dino stammt aus Italien und wird dort oft als Diminutiv für auf -do endende Vornamen verwendet. Aber auch Dino als eigenständiger Name ist häufig zu finden.
Dieser Kosename leitet sich aus einer Koseform der entsprechenden Namen ab, beispielsweise: Alfredo → Alfredino → Dino.

## Namensträger
- Dino Asanaj (1956 oder 1957–2012), kosovarischer Politiker und Unternehmer
- Dino Baggio (* 1971), italienischer Fußballspieler
- Dino Battaglia (1923–1983), italienischer Comiczeichner
- Dino Baumberger (* 1944), deutscher Porno-Regisseur und Porno-Produzent
- Dino Boffo (* 1952), italienischer Journalist
- Dino Buzzati (1906–1972), italienischer Schriftsteller
- Dino Cerimagić (* 1972), bosnisch-herzegowinischer Poolbillardspieler
- Dino da Costa (1931–2020), brasilianischer Fußballspieler und -trainer
- Dino Paul Crocetti alias Dean Martin (1917–1995), US-amerikanischer Schauspieler
- Dino De Laurentiis (1919–2010), italienischer Filmproduzent
- Alfredo Ferrari (1932–1956; alias „Dino“ Ferrari), italienischer Ingenieur
- Dino Grandi (1895–1988), italienischer faschistischer Politiker
- Dino Konjičanin, bosnisch-herzegowinischer Handballschiedsrichter
- Dino Marcan (* 1991), kroatischer Tennisspieler
- Dino Meneghin (* 1950), italienischer Basketballspieler
- Dino Merlin (* 1962), bosnischer Sänger und Produzent
- Dino Risi (1916–2008), italienischer Filmregisseur und Drehbuchautor
- Dino Segre (1893–1975), italienischer Schriftsteller, bekannt als Pitigrilli
- Dino Toppmöller (* 1980), deutscher Fußballtrainer und ehemaliger Fußballspieler
- Dino Urbani (1882–1958), italienischer Fechter
- Dino Zoff (* 1942), italienischer Fußballspieler und -trainer